# ادواردو رودریگز (کارگردان)
ادواردو رودریگز (به انگلیسی: Eduardo Rodríguez) یک کارگردان و فیلمنامه‌نویس ونزوئلایی است. کار حرفه‌ای او در ایالات متحده آمریکا آغاز شده‌است.
از فیلم‌های که رودریگز در آن به عنوان کارگردان فیلم نقش داشته‌است می‌توان به: ال گرینگو ، وحشت شب ۲: خون جدید و انباری اشاره کرد.